# Engo Effack
 (septembre 2012).
Si vous disposez d'ouvrages ou d'articles de référence ou si vous connaissez des sites web de qualité traitant du thème abordé ici, merci de compléter l'article en donnant les références utiles à sa vérifiabilité et en les liant à la section « Notes et références ».
Engo Effack est un village de la tribu des Effacks du groupe des Fangs, au Gabon, dans la province du Woleu-Ntem, département du Ntem. Engo Effack est à 30 km de la commune de Bitam et environ à 3 km au sud de la frontière camerounaise.